# Michael Rogers
Michael Rogers (Barhan, 20 dicembre 1979) è un ex ciclista su strada e pistard australiano.
Professionista dal 2001 al 2016, è stato tre volte campione del mondo a cronometro élite, nel 2003, nel 2004 e nel 2005, dopo l'argento e il bronzo vinti da Under-23 nel 1999 e nel 2000. Nel 2012 gli è stata attribuita dal CIO la medaglia di bronzo anche della prova a cronometro dei Giochi olimpici di Atene del 2004, in seguito alla squalifica per doping del vincitore Tyler Hamilton.

## Carriera

### 1999-2002: i primi anni
Rogers faceva parte dell'Australian Institute of Sport, che gli permise di vivere in Europa, correndo da dilettante. Iniziò con il ciclismo su pista, allenato da Charlie Walsh. Nel 1999 venne ingaggiato dalla Mapei Espoirs, con cui ottenne il primo successo nella seconda tappa del Tour Down Under 2000. Nel 2001 passò professionista nella stessa Mapei, con cui si impose rapidamente come ottimo cronoman. Nella sua prima stagione, terminò secondo al Grand Prix Eddy Merckx, con il compagno di squadra Fabian Cancellara, allora ventenne e neo-pro.
Nel gennaio 2002, terminò secondo nella gara a cronometro dei Campionati australiani di ciclismo su strada dietro Nathan O'Neill. La settimana successiva mostrò attitudine anche per le gare a tappe, correndo da protagonista il Tour Down Under: vinse la seconda tappa e mantenne la maglia di leader della classifica generale vincendo la corsa. Confermò le sue qualità terminando terzo nel Tour of Rhodes vinto da Fabian Cancellara e dominato dalla Mapei. Lo stesso anno, Rogers si confermò nelle prove a cronometro, terminando quinto nella Chrono des Herbiers e ottavo ai Campionati del mondo di ciclismo su strada di Zolder.

### 2003-2005: i tre titoli mondiali
Nel 2003 passò alla Quick Step, che rilevò parte dell'organico della dismessa Mapei. Nei primi giorni della stagione venne nuovamente battuto nel campionato nazionale a cronometro, questa volta da Ben Day e, a partire dal mese di aprile, si rivelò competitivo nelle gare a tappe. Terminò quarto al Circuit de la Sarthe, grazie ad una buona cronometro e al terzo posto ottenuto nella tappa di Angers. Alla fine di maggio concluse quinto il Tour de Picardie, poi vinse la prima gara della stagione, il Giro del Belgio. La settimana seguente partecipò al Giro di Germania dove, al termine della quinta tappa, occupava il quinto posto della classifica generale, dietro a quattro corridori della ONCE. L'indomani vinse la sesta frazione, una cronometro di 40 km, staccando di più di un minuto i diretti concorrenti, tra i quali specialisti delle crono come Jan Ullrich e Aleksandr Vinokurov, e si aggiudicò quindi la vittoria del Giro. Successivamente si impose nuovamente in una corsa a tappe, vincendo a fine giugno la Route du Sud grazie alla netta vittoria della cronometro. In luglio partecipò al suo primo Tour de France. Si mise in luce come gregario del compagno Richard Virenque ma, stanco in seguito alle gare corse in precedenza, perse diverse posizioni sui Pirenei, terminando quarantaduesimo. Alla fine della stagione ottenne buoni piazzamenti ancora in gare a cronometro. Terminò nuovamente secondo il Grand Prix Eddy Merckx con László Bodrogi, poi vinse la medaglia d'argento nella cronometro dei campionati del mondo di Hamilton dietro lo scozzese David Millar. Quest'ultimo in seguito ammise di aver fatto uso di doping, venne squalificato e a Rogers venne assegnata la medaglia d'oro.

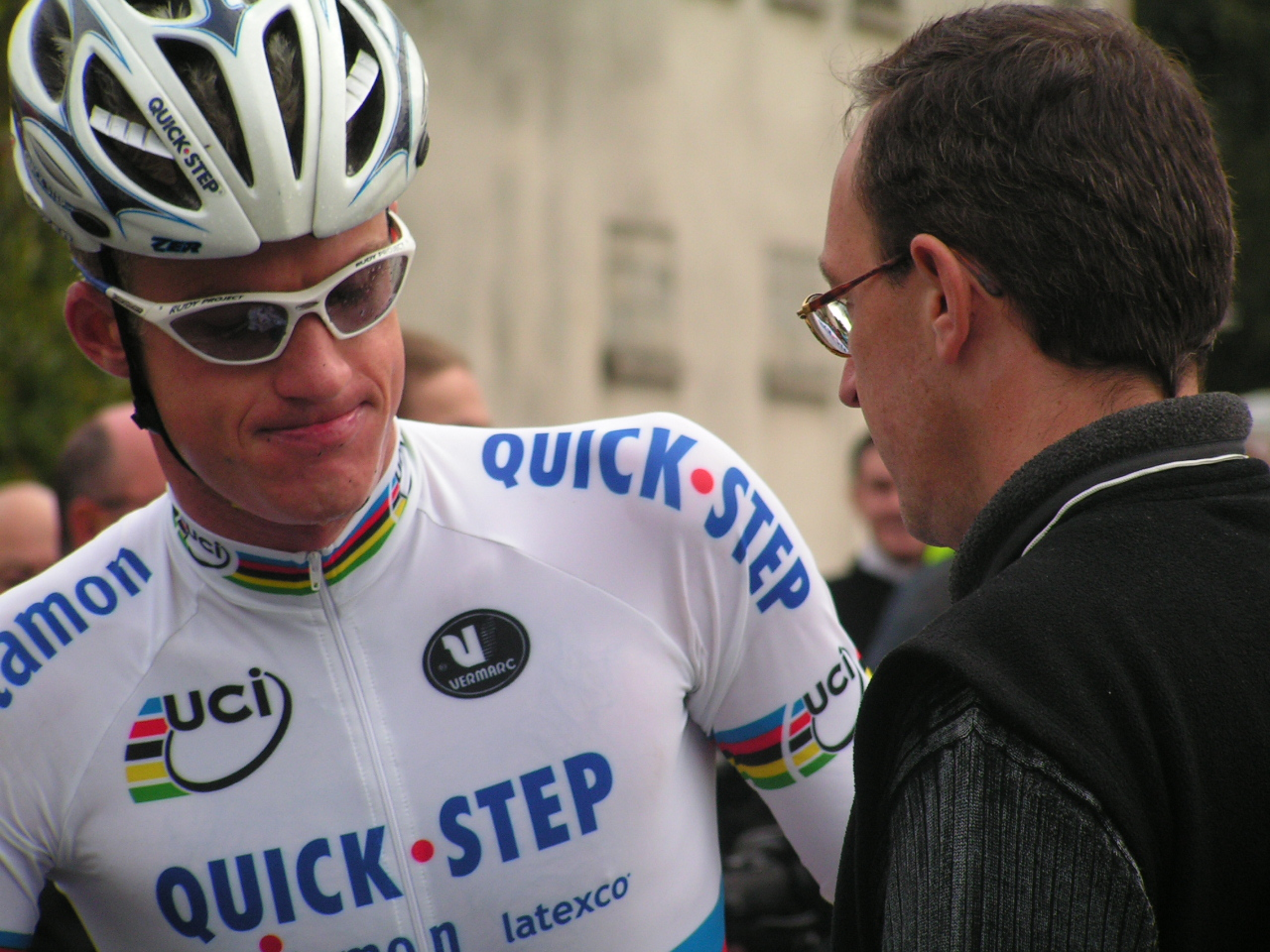
Michael Rogers in maglia iridata nel 2004

Al debutto della stagione 2004, si piazzò ottavo alla Parigi-Nizza, confermando le performance dell'anno precedente, ma successivamente deluse al Critérium du Dauphiné Libéré, dove terminò quarantunesimo perdendo terreno sulle montagne. Il Tour de France cominciò ugualmente male. Ai piedi dei Pirenei era cinquantaseiesimo a 16 minuti da Thomas Voeckler, maglia gialla, e a più di 6 da Lance Armstrong. Diede prova di grande regolarità sulle montagne, terminando dodicesimo nella cronoscalata verso l'Alpe d'Huez, che gli permise di salire al ventiduesimo posto finale. Poco dopo il Tour, finì ai piedi del podio nella cronometro dei Giochi olimpici di Atene, a soli 3 secondi dalla medaglia di bronzo Bobby Julich. Tuttavia nel 2012 gli viene assegnata la medaglia di bronzo, in seguito alla squalifica del vincitore Hamilton. Prese la sua rivincita qualche mese più tardi, vincendo il secondo titolo a cronometro consecutivo ai campionati del mondo di Verona, con più di un minuto di vantaggio sugli avversari. Lo stesso giorno ricevette la medaglia d'oro dell'anno precedente, assegnatagli per la squalifica di Millar, insieme a quella appena vinta. Divenne anche il primo ciclista a vincere due titoli consecutivi nella gara a cronometro. Al termine della stagione concluse al secondo posto la Firenze-Pistoia, gara a cronometro, dietro Serhij Matvjejev.
Nel 2005 Rogers confermò le attitudini per i terreni montuosi. Al debutto terminò terzo nel Gran Premio di Chiasso poi, all'inizio di aprile, terminò ottavo alla Vuelta al País Vasco. In maggio prese parte alla Volta Ciclista a Catalunya dove, malgrado una mediocre cronometro a squadre, terminò quarto nella tappa di montagna più dura con arrivo ad Andorra e ottenne il decimo posto nella classifica generale. L'indomani, nella cronometro in salita corsa sulla stessa ascesa verso Andorra, terminò sesto e ottenne il quarto posto finale della corsa. Si confermò qualche settimana più tardi al Tour de Suisse: nella seconda tappa, una cronometro, si piazzò terzo dietro Jan Ullrich e Bradley McGee, mentre nella difficile sesta tappa con arrivo ad Arosa, distanziò di pochi secondi i suoi avversari e terminò terzo, indossando la maglia di leader della generale. L'ottava tappa vide protagonista lo spagnolo Aitor González che attaccò Rogers recuperando un minuto in classifica e portandosi al quarto posto nella generale a 36 secondi. Nella nona ed ultima frazione, venne attaccato a più riprese e, nonostante tentò lui stesso di attaccare per primo, venne raggiunto e superato da Aitor González che lo distaccò sul traguardo di 48 secondi sfilandogli la maglia di leader. Rogers, quarto nella tappa, terminò al secondo posto nella classifica generale.

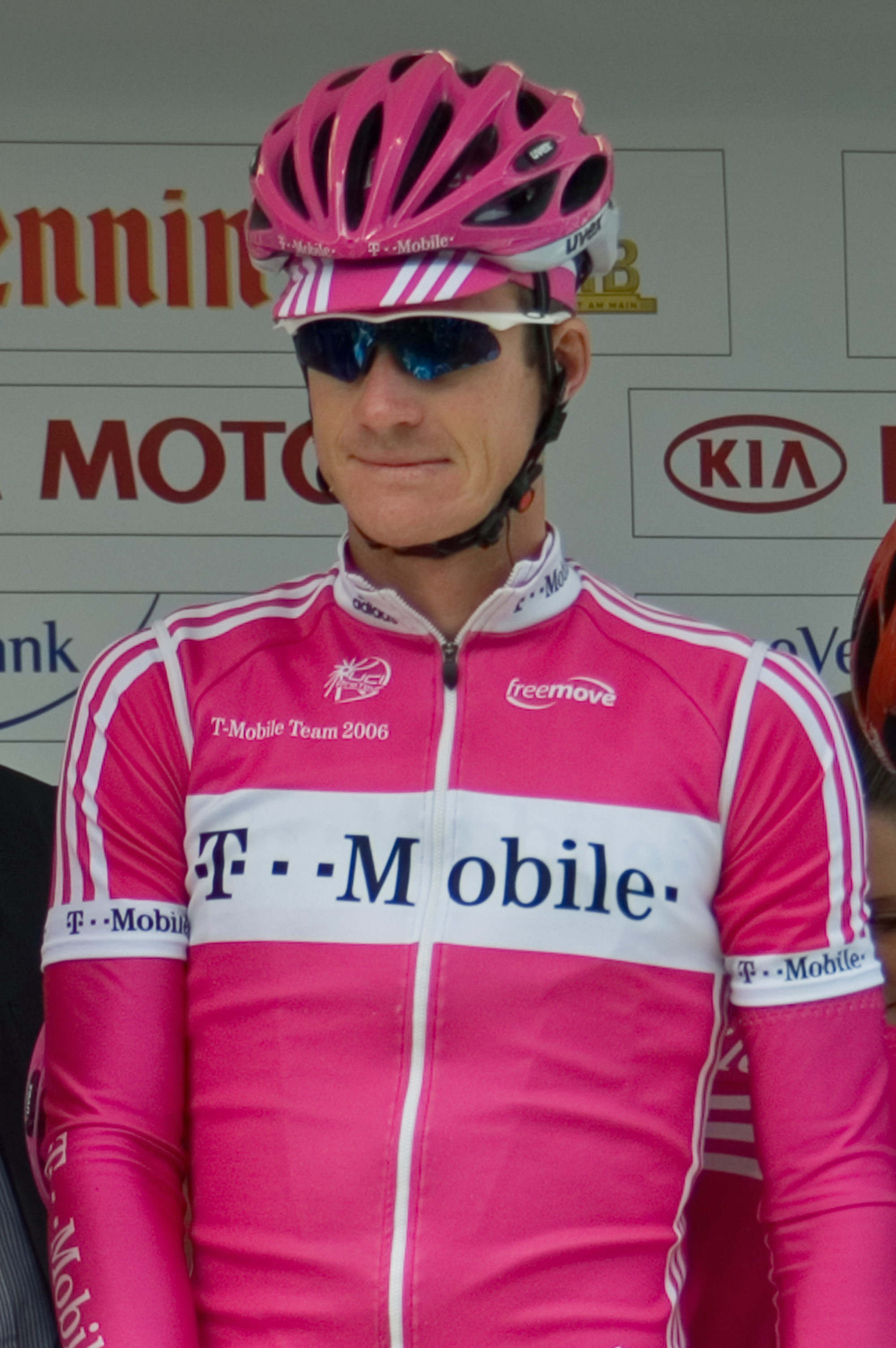
Michael Rogers con la divisa T-Mobile Team nel 2006

Al Tour de France occupava la ventunesima posizione ai piedi dei Pirenei ma perse diversi minuti sulle montagne spagnole e terminò quarantunesimo. Il 22 settembre vinse a Madrid il suo terzo titolo mondiale consecutivo a cronometro. Qualche giorno più tardi terminò secondo nella Chrono des Herbiers, dietro Ondřej Sosenka.

### 2006-2007: il passaggio alla T-Mobile
Nel 2006 Rogers passò alla T-Mobile. Dopo una buona preparazione con la Settimana Internazionale di Coppi e Bartali e il Circuit de la Sarthe, partecipò per la prima volta al Giro d'Italia. Terminò ottavo nella cronometro della prima tappa, poi approfittò del secondo posto nella cronosquadre per salire al quarto posto nella generale. Giunto ventinovesimo nella prima tappa di montagna a Saltara, preservò il quarto posto, ma l'indomani nella salita verso Passo Lanciano, terminò sessantaduesimo a 8'49". Perse progressivamente diverse posizioni per poi abbandonare dopo la dodicesima tappa che terminò centosettantesimo. Dopo il ritiro al Giro, partecipò al Tour de Suisse ma terminò sessantaquattresimo.
Prese poi parte, senza grandi pretese, al Tour de France. Nonostante questo disputò una buona prima parte di corsa: fu settimo nel prologo, secondo nella seconda tappa poi quarto nella settima, una cronometro a Rennes. Ai piedi dei Pirenei occupava la quarta posizione a 1'08" da Serhij Hončar, in una situazione simile al precedente Giro d'Italia. Dodicesimo in cima all'undicesima tappa a Pla de Beret, Rogers scese in settima posizione della generale al termine dei Pirenei. Sulle Alpi terminò quindicesimo sull'Alpe d'Huez, dodicesimo su La Toussuire e ventunesimo a Morzine, dimostrando una grande regolarità ma senza guadagnare molte posizioni in classifica. Diciottesimo nell'ultima cronometro, terminò il Tour nono. Alla fine della stagione concluse al secondo posto il Regio-Tour, ma perse il titolo mondiale terminando solo ottavo nella cronometro di Salisburgo.
Nel 2007 ebbe ancora un buon inizio, terminando settimo il Tour of California e quarto la Settimana Internazionale di Coppi e Bartali, ma abbandonò alla Vuelta al País Vasco e al Tour de Romandie. Alla successiva Volta Ciclista a Catalunya la sua T-Mobile concluse solo al tredicesimo posto la cronosquadre; secondo nella prima tappa di montagna dietro Óscar Sevilla, Rogers salì al terzo posto della generale, a 32 secondi da Sevilla e a 4 secondi da Vladimir Karpec. Nella cronometro del giorno successivo concluse al quinto posto, davanti a Sevilla ma dietro Karpec, che indossò la maglia gialla. Malgrado gli sforzi, Rogers non riuscì a distanziare Karpec nell'ultima tappa e terminò secondo, senza riuscire ancora a vincere una grande corsa a tappe dopo il Tour de Suisse 2005. Dopo l'abbandono al Tour de Suisse, in luglio Rogers partecipò al suo quinto Tour de France consecutivo. Terminò ventesimo nel prologo e occupò la quattordicesima posizione della classifica generale alla vigilia della prima grande tappa di montagna. In questa ottava tappa si ruppe però la clavicola e fu costretto all'abbandono quando si trovava in fuga con un vantaggio di 4 minuti sui migliori.

### 2008-2010: gli anni alla Columbia/HTC

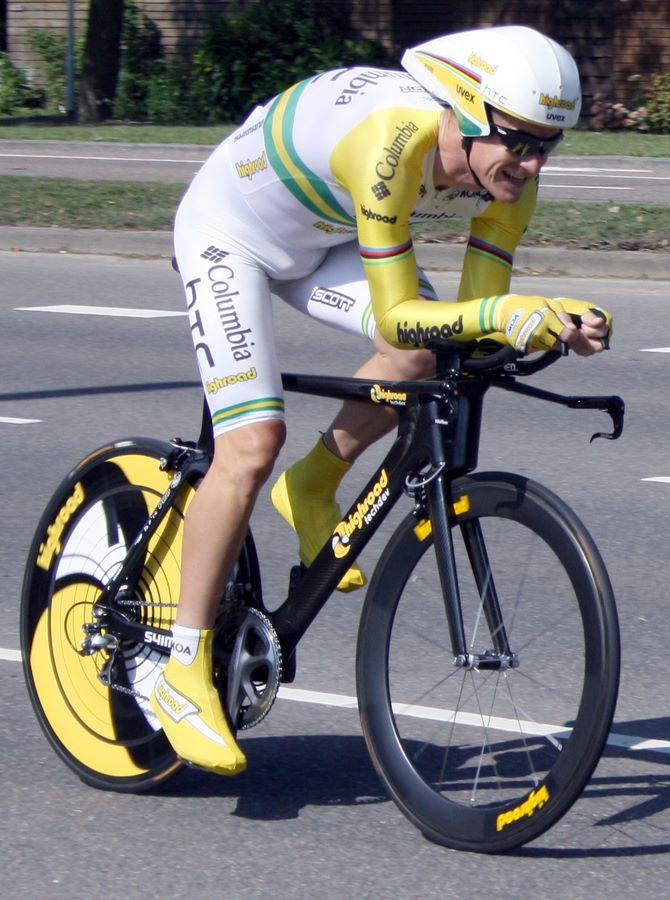
Michael Rogers in maglia di campione nazionale all'Eneco Tour 2009

L'inizio della stagione 2008 fu ancora segnato da problemi fisici. Una mononucleosi costrinse Rogers a riprendere le gare solo a maggio, alla Volta Ciclista a Catalunya. Al Critérium du Dauphiné Libéré, Rogers terminò trentunesimo nel prologo e trentottesimo nella cronometro della terza tappa, non confermando le buone performance degli anni precedenti. Al contrario migliorò progressivamente in montagna, terminando nono nella quarta tappa di Annemasse e decimo a Morzine nella quinta frazione. Concluse la corsa all'undicesimo posto. Ancora indebolito, non partecipò al Tour de France, ma terminò decimo al Sachsen-Tour International. In agosto partecipò ai Giochi olimpici di Pechino, concludendo sesto nella prova in linea e ottavo a cronometro; a fine mese concluse al terzo posto nell'Eneco Tour, dietro José Iván Gutiérrez e Sébastien Rosseler, mentre in settembre chiuse decimo al Tour of Missouri, poi solamente dodicesimo a cronometro ai campionati del mondo di Varese.
Nel gennaio del 2009 riportò la prima vittoria della carriera nel campionato australiano a cronometro, al quale non aveva più partecipato dal 2003, poi terminò secondo nella prova in linea, battuto allo sprint da Peter McDonald. Successivamente prese parte al Tour Down Under, che concluse al sesto posto. Nel Tour of California giunse quarto nel prologo e nella cronometro, e terzo nella tappa di media montagna a Santa Cruz: questi piazzamenti gli permisero di concludere al terzo posto nella classifica generale.
Nel febbraio 2010 ottenne la vittoria della Vuelta a Andalucía, pur senza vincere alcuna tappa, mentre a maggio quella del Tour of California, anch'essa conquistata senza vincere alcuna tappa, ma arrivando quasi sempre nei primi 10 (tre volte secondo). Si piazzò infine in quinta posizione nella prova a cronometro dei Mondiali a Melbourne, a 2'24" dalla medaglia d'oro Fabian Cancellara.

### 2011-2012: gli anni alla Sky
Nel mese di ottobre del 2010 annuncia il suo passaggio al Team Sky per la stagione 2011. L'annata 2011 si rivela però decisamente avara di soddisfazioni, in quanto Rogers soffre di una ricaduta della sua mononucleosi all'inizio della stagione: diventa così impossibile per lui difendere la vittoria del 2010 al Tour of California. Ritrova la condizione solo nel finale di stagione, in tempo per preparara l'annata successiva.

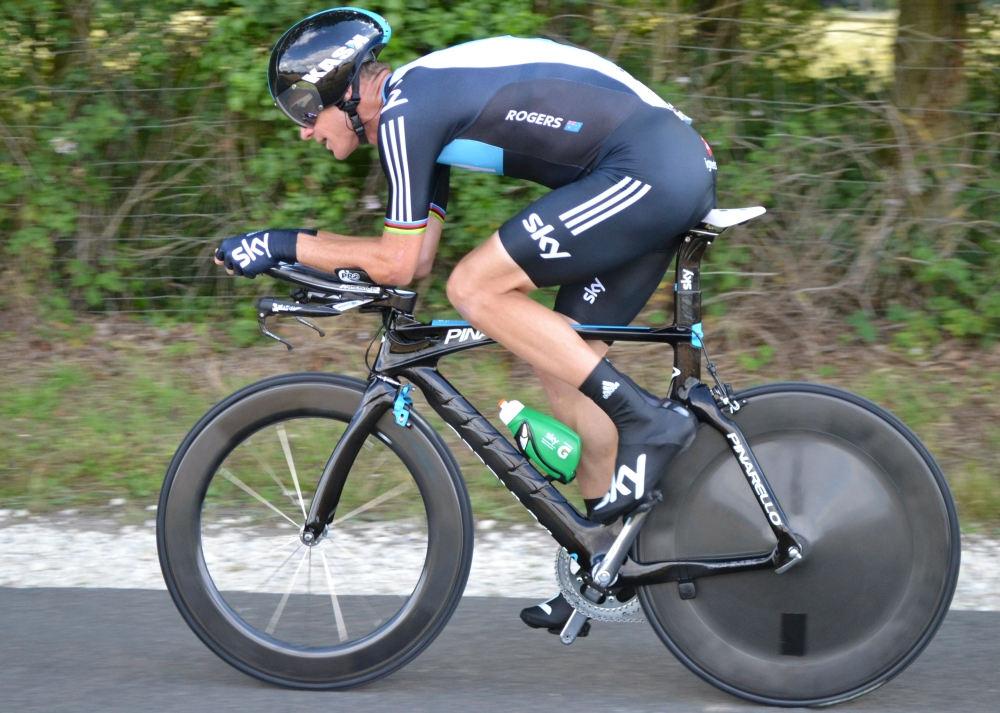
Rogers in maglia Sky al Tour de France 2012

Rogers inizia la stagione 2012 classificandosi al terzo posto nella prova a cronometro dei campionati nazionali australiani e guidando il Team Sky al Tour Down Under, che chiude in quarta posizione nella classifica generale. A marzo Rogers conclude terzo al Critérium International, ottenendo un secondo posto alle spalle di Cadel Evans nella prova a cronometro di Porto-Vecchio più un ottavo posto nella tappa conclusiva con arrivo al Col de l'Ospedale. Dopo un quinto posto in aprile al Tour de Romandie, Rogers vince a maggio due tappe e la classifica generale del Bayern-Rundfahrt, che corrispondono inoltre ai primi successi ottenuti in maglia Sky. Nel mese successivo corre nel Critérium du Dauphiné, aiutando il leader Bradley Wiggins a vincere la corsa, concludendo lui stesso la corsa alle spalle del capitano dopo un'ottima prestazione nella cronometro. Rogers viene così selezionato nella squadra che partecipa al Tour de France, nuovamente in supporto a Wiggins. Rimane coinvolto in una caduta nel corso del finale della prima tappa, ma ciò inficia sul suo rendimento rivelandosi un elemento chiave nel resto della corsa tirando il gruppo nelle tappe di montagna e chiudendo su un tentativo di fuga da lontano da parte di Cadel Evans nell'undicesima tappa.

### 2013-2016: le ultime vittorie e il ritiro
Nel 2013 Rogers lascia la Sky passando al Team Saxo-Tinkoff. La stagione si rivela comunque nettamente inferiore alla precedente: a luglio corre il Tour de France a supporto di Alberto Contador, chiudendo 16º in classifica generale. Durante la stagione coglie un solo successo, alla Japan Cup nel mese di ottobre. Nel mese di dicembre risulta positivo al clenbuterolo, venendo per questo motivo sospeso dalle corse fino a nuove analisi; per questa positività gli viene revocata la vittoria alla Japan Cup.
Il 23 aprile 2014 l'UCI annuncia però di non avere intenzione di investigare ancora su Rogers e di non voler intraprendere alcuna azione nei suoi confronti (consentendogli così il ritorno alle corse), ammettendo la possibilità che il clenbuterolo sia stato assunto involontariamente in Cina a causa di un cibo contaminato. Rogers ritorna dunque a correre giusto in tempo per prendere parte al Giro d'Italia. Per la maggior parte della gara corre in supporto del proprio capitano Rafał Majka, ma riesce anche a cogliere la sua prima vittoria in un Grande Giro nell'undicesima tappa della corsa, a Savona, e a bissare poi questo risultato, solo qualche giorno dopo, con la prestigiosa vittoria nella penultima frazione con arrivo sul Monte Zoncolan. Il 22 luglio dello stesso anno vince anche la sua prima tappa al Tour de France, nella frazione più lunga di 237,5 km da Carcassonne a Bagnères-de-Luchon, attaccando il compagno di fuga Cyril Gautier al termine della discesa del Port de Balès.
Il 25 aprile 2016 si è visto costretto a ritirarsi definitivamente dall'attività agonistica per via di un'aritmia cardiaca diagnosticatagli da qualche tempo.

## Palmarès

### Strada
- 2000 (Mapei Quickstep Under-23)

2ª tappa Tour Down Under (Adelaide > Goolwa)
- 2002 (Mapei Quickstep-Latexco , tre vittorie)

2ª tappa Tour Down Under (Hahndorf > Strathalbyn)
Classifica generale Tour Down Under
Classifica generale Tour de Beauce
- 2003 (Quick Step-Davitamon, sei vittorie)

Classifica generale Giro del Belgio
6ª tappa Giro di Germania (Bretten, cronometro)
Classifica generale Giro di Germania
3ª tappa Route du Sud (Saint-Gaudens > Montréjeau, cronometro)
Classifica generale Route du Sud
Campionati del mondo, Prova a cronometro
- 2004 (Quick Step-Davitamon, una vittoria)

Campionati del mondo, Prova a cronometro
- 2005 (Quick Step-Davitamon, una vittoria)

Campionati del mondo, Prova a cronometro
- 2006 (T-Mobile Team, una vittoria)

3ª tappa Regio-Tour (Schopfheim > Wehr)
- 2009 (Team Columbia-HTC, una vittoria)

Campionati australiani, Prova a cronometro
- 2010 (Team HTC-Columbia, due vittorie)

Classifica generale Vuelta a Andalucía
Classifica generale Tour of California
- 2012 (Sky Procycling, tre vittorie)

2ª tappa Bayern-Rundfahrt (Penzberg > Kempten)
4ª tappa Bayern-Rundfahrt (Feuchtwangen, cronometro)
Classifica generale Bayern-Rundfahrt
- 2013 (Team Saxo-Tinkoff, una vittoria)

Japan Cup
- 2014 (Tinkoff-Saxo, tre vittorie)

11ª tappa Giro d'Italia (Collecchio > Savona)
20ª tappa Giro d'Italia (Maniago > Monte Zoncolan)
16ª tappa Tour de France (Carcassonne > Bagnères-de-Luchon)

#### Altri successi
- 2003 (Quick Step-Davitamon)

Classifica a punti Route du Sud
Classifica giovani Circuit de la Sarthe
- 2004 (Quick Step-Davitamon)

Classifica giovani Parigi-Nizza
- 2009 (Team Columbia-HTC)

1ª tappa Giro d'Italia (Lido di Venezia, cronosquadre)

### Pista
- 1997

Campionati del mondo Juniores, Corsa a punti
Campionati del mondo Juniores, Inseguimento a squadre (con Graeme Brown, Scott Davis, Brett Lancaster)
- 1998

Giochi del Commonwealth, Scratch
Campionati australiani, Inseguimento individuale
2ª prova Coppa del mondo, Inseguimento a squadre (Victoria)
2ª prova Coppa del mondo, Americana (Victoria)

## Piazzamenti

### Grandi Giri
- Giro d'Italia

2006: ritirato (13ª tappa)
2009: 6º
2014: 18º
2015: 33º
- Tour de France

2003: 42º
2004: 22º
2005: 41º
2006: 9º
2007: ritirato (8ª tappa)
2009: 103º
2010: 37º
2012: 23º
2013: 16º
2014: 26º
2015: 36º

### Classiche monumento
- Milano-Sanremo

2003: 128º
2004: 94º
2010: 25º
2011: 83º
2013: 40º
- Liegi-Bastogne-Liegi

2006: 100º
2007: 84º
2014: ritirato
- Giro di Lombardia

2003: ritirato
2004: 53º
2006: 84º
2008: 76º
2011: 41º
2013: 51º

### Competizioni mondiali
- Campionati del mondo su strada

Verona 1999 - Cronometro Under-23: 2º
Verona 1999 - In linea Under-23: ritirato
Plouay 2000 - Cronometro Under-23: 3º
Plouay 2000 - In linea Under-23: ritirato
Lisbona 2001 - Cronometro Elite: 21º
Lisbona 2001 - In linea Elite: ritirato
Zolder 2002 - Cronometro Elite: 8º
Zolder 2002 - In linea Elite: 136º
Hamilton 2003 - Cronometro Elite: vincitore
Hamilton 2003 - In linea Elite: 79º
Verona 2004 - Cronometro Elite: vincitore
Verona 2004 - In linea Elite: 81º
Madrid 2005 - Cronometro Elite: vincitore
Madrid 2005 - In linea Elite: 83º
Salisburgo 2006 - Cronometro Elite: 8º
Salisburgo 2006 - In linea Elite: 50º
Stoccarda 2007 - In linea Elite: ritirato
Varese 2008 - Cronometro Elite: 12º
Varese 2008 - In linea Elite: ritirato
Mendrisio 2009 - In linea Elite: 107º
Melbourne 2010 - Cronometro Elite: 5º
Melbourne 2010 - In linea Elite: 96º
Copenaghen 2011 - In linea Elite: 101º
- Campionati del mondo su pista

Bordeaux 1998 - Corsa a punti: 10º
- Giochi olimpici

Sidney 2000 - Inseguimento a squadre: 5º
Atene 2004 - In linea: ritirato
Atene 2004 - Cronometro: 3º
Pechino 2008 - In linea: 5º
Pechino 2008 - Cronometro: 8º
Londra 2012 - In linea: 91º
Londra 2012 - Cronometro: 6º